# 2020年夏季奧林匹克運動會男子水球比賽
2020年夏季奧林匹克運動會男子水球比賽，是因2019冠狀病毒病疫情而延期至2021年舉行的第32屆夏季奧林匹克運動會的其中一個比賽小項，于2021年7月25日至8月8日在日本东京都東京辰巳國際游泳場举行。这是该届奥运最后一个决出金牌的小项。
塞尔维亚队在决赛中以13比10击败希腊队，成为奥运历史上第四个在该小项上成功卫冕的队伍，希腊队尽管未能夺得金牌，该队仍历史性首次获得奖牌。匈牙利队在铜牌赛中以9比5战胜西班牙队，时隔13年再获奥运奖牌。

## 参赛资格
| 資格來源                                                             | 出線資格 | 出線名額        | 获得资格队伍        | 備註 |
| -------------------------------------------------------------------- | -------- | --------------- | ------------------- | --- |
| 主辦國 · 2013年9月7日 · 阿根廷布宜諾斯艾利斯                         | 不適用   | 1個男子參賽名額 | 日本                | 如果主辦國無法派出合資格的運動員參賽，此名額將分配至亞洲區資格賽。                                                                           |
| 2019年世界男子水球聯賽 · 2019年6月18日至23日 · 塞爾維亞贝尔格莱德    | 冠军     | 1個男子參賽名額 | 塞爾維亞            | 如果主办国获得冠军，则亚军递补获得该名额。 如果获得该席位的国家/地区奥委会放弃席位，该席位将重新分配至世界资格赛。                           |
| 2019年世界游泳錦標賽 · 2019年7月12日至28日 · 光州廣域市              | 前2名    | 2個男子參賽名額 | 義大利 · 西班牙     | 如果获得前两名的队伍先前已通过其他途径获得资格，此名额将按名次递补。 如果获得该席位的国家/地区奥委会放弃席位，该席位将重新分配至世界资格赛。 |
| 2019年泛美運動會 · 2019年7月26日至8月11日 · 秘魯利馬                 | 冠军     | 1個男子參賽名額 | 美国                | 如果获得冠军的队伍先前已通过其他途径获得资格，此名额将按名次递补。 如果获得该席位的国家/地区奥委会放弃席位，该席位将重新分配至世界资格赛。   |
| 大洋洲区名额                                                         | 不適用   | 1個男子參賽名額 |                     | 如果获得该名额的队伍放弃席位，该席位将重新分配至世界资格赛。                                                                                 |
| 非洲区名额                                                           | 不適用   | 1個男子參賽名額 | 南非                | 如果获得该名额的队伍放弃席位，该席位将重新分配至世界资格赛。                                                                                 |
| 2020年欧洲水球锦标赛 · 2020年1月14日至26日 · 匈牙利布达佩斯          | 冠军     | 1個男子參賽名額 | 匈牙利              | 如果获得冠军的队伍先前已通过其他途径获得资格，此名额将按名次递补。 如果获得该席位的国家/地区奥委会放弃席位，该席位将重新分配至世界资格赛。   |
| 2018年亞洲運動會[a] · 2018年8月18日至9月2日 · 印度尼西亞雅加達、巨港 | 冠军     | 1個男子參賽名額 | [a]                 | 如果获得该名额的队伍放弃席位，该席位将重新分配至世界资格赛。                                                                                 |
| 世界资格赛[b] · 2021年2月14日至21日 · 荷蘭鹿特丹                     | 前3名    | 3個男子參賽名額 | · 蒙特內哥羅 · 希腊 | 如果获得席位的队伍放弃席位，空出的席位将会按名次递补。                                                                                       |
| 總數                                                                 |          |                 | 12                  | |

- a  亚洲区资格赛原定为2020年2月12日至16日在哈萨克斯坦努尔-苏丹举行的2020年亚洲水球锦标赛[5]，然而受2019冠状病毒病疫情影响，哈萨克斯坦方面因担心疫情扩散决定放弃举办该赛事。2020年2月中旬，亞洲游泳總會决定以2018年亚洲运动会水球比赛的结果作为该届奥运水球项目亚洲区名额的分配依据[6][7]，此调整后来得到了国际游泳联合会的批准。
- b  男子水球世界资格赛原定于2020年3月22日至29日在荷兰鹿特丹进行，然而受2019冠状病毒病疫情影响，国际泳联决定推迟将该赛事推迟至2021年2月14日至21日。[8]

## 赛程
比赛于2021年7月25日拉开帷幕，所有時間皆為日本標準時間（UTC+9）。
| G | 小組賽階段 |  |  |  |  | B | 季軍賽 | F | 決賽 |

| 2021年7月   | 2021年7月   | 2021年7月   | 2021年7月   | 2021年7月   | 2021年7月   | 2021年7月   | 2021年8月  | 2021年8月  | 2021年8月  | 2021年8月  | 2021年8月  | 2021年8月  | 2021年8月  | 2021年8月  | 2021年8月  | 2021年8月  |
| 25日 （日） | 26日 （一） | 27日 （二） | 28日 （三） | 29日 （四） | 30日 （五） | 31日 （六） | 1日 （日） | 2日 （一） | 3日 （二） | 4日 （三） | 5日 （四） | 6日 （五） | 7日 （六） | 7日 （六） | 8日 （日） | 8日 （日） |
| ----------- | ----------- | ----------- | ----------- | ----------- | ----------- | ----------- | ---------- | ---------- | ---------- | ---------- | ---------- | ---------- | ---------- | ---------- | ---------- | ---------- |
| G           |             | G           |             | G           |             | G           |            | G          |            | ¼          |            | ½          |            |            | B          | F          |

## 比赛模式
12支参赛队伍在初赛中分为两轮，进行循环赛。每组前四名晋级淘汰赛，排名第五和第六的队伍被淘汰 ，其中排名第五的队伍根据胜负纪录及平均进球次数名列第九和第十，排名第六的队伍同样依此排名第十一和第十二。淘汰赛最开始的是四分之一决赛，胜者晋级半决赛，四分之一决赛落败者参与五到八名比赛。半决赛晋级的两支队伍参与金牌赛，落败队伍参与铜牌赛。

## 抽签
抽签仪式于2021年2月21日在荷兰鹿特丹举行。

### 签位
12支队伍分为两组，每组6队。抽签档位共有6个:20:59。
| 1档             | 2档               | 3档    | 4档    | 5档               | 6档              |
| --------------- | ----------------- | ------ | ------ | ----------------- | ---------------- |
| 義大利 · 西班牙 | 塞爾維亞 · 匈牙利 | 美国 · | 南非 · | 蒙特內哥羅 · 希腊 | · 日本（东道主） |

### 抽签
东道主日本固定在A组，卫冕冠军塞尔维亚固定在B组:30:33。
|   | A组    | B组        |
| - | ------ | ---------- |
| 1 | 南非   |            |
| 2 | 美国   |            |
| 3 | 匈牙利 | 塞爾維亞   |
| 4 | 希腊   | 西班牙     |
| 5 | 日本   |            |
| 6 | 義大利 | 蒙特內哥羅 |

## 裁判
比赛共设有24名裁判。
- Germán Moller
- Nicola Johnson
- Marie-Claude Deslières
- John Waldow
- 张亮
- Nenad Periš
- Sébastien Dervieux
- Frank Ohme
- Georgios Stavridis
- György Kun
- Alessandro Severo
- 津崎明日美
- Viktor Salnichenko
- Stanko Ivanovski
- Michiel Zwart
- Adrian Alexandrescu
- Arkadii Voevodin
- Vojin Putniković
- Boris Margeta
- Dion Willis
- Xevi Buch
- Ursula Wengenroth
- Michael Goldenberg
- Daniel Daners

## 小组赛
赛程于2021年3月9日公布。
所有时间均为日本标准时间（UTC+9）。

### A组
| 排名 | 隊伍     | 賽 | 勝 | 和 | 負 | 得 | 失  | 差  | 分 | 獲得資格     |
| ---- | -------- | -- | -- | -- | -- | -- | --- | --- | -- | ------------ |
| 1    | 希腊     | 5  | 4  | 1  | 0  | 68 | 34  | +34 | 9  | 四分之一决赛 |
| 2    | 義大利   | 5  | 3  | 2  | 0  | 60 | 32  | +28 | 8  | 四分之一决赛 |
| 3    | 匈牙利   | 5  | 3  | 1  | 1  | 64 | 35  | +29 | 7  | 四分之一决赛 |
| 4    | 美国     | 5  | 2  | 0  | 3  | 59 | 53  | +6  | 4  | 四分之一决赛 |
| 5    | 日本 (H) | 5  | 1  | 0  | 4  | 65 | 66  | −1  | 2  |              |
| 6    | 南非     | 5  | 0  | 0  | 5  | 20 | 116 | −96 | 0  |              |

| 2021年7月25日 10:00 v | 报告 | 南非                          | 2–21                    | 義大利       | 東京辰巳國際游泳場 裁判： Viktor Salnichenko（KAZ）、Stanko Ivanovski（MNE） |
| 2021年7月25日 10:00 v | 报告 | 每節比分： 0–2, 2–8, 0–7, 0–4 |                         |              | 東京辰巳國際游泳場 裁判： Viktor Salnichenko（KAZ）、Stanko Ivanovski（MNE） |
| 2021年7月25日 10:00 v | 报告 | Rezelman、Stone 1             | 進球最多球員 （進球數） | 迪富尔维奥 5 | 東京辰巳國際游泳場 裁判： Viktor Salnichenko（KAZ）、Stanko Ivanovski（MNE） |

| 2021年7月25日 11:30 v | 报告 | 匈牙利                        | 9–10                    | 希腊         | 東京辰巳國際游泳場 裁判： Michiel Zwart（NED）、Vojin Putniković（SRB） |
| 2021年7月25日 11:30 v | 报告 | 每節比分： 3–2, 3–4, 2–3, 1–1 |                         |              | 東京辰巳國際游泳場 裁判： Michiel Zwart（NED）、Vojin Putniković（SRB） |
| 2021年7月25日 11:30 v | 报告 | 埃尔代伊、沃尔高 3            | 進球最多球員 （進球數） | Fountoulis 3 | 東京辰巳國際游泳場 裁判： Michiel Zwart（NED）、Vojin Putniković（SRB） |

| 2021年7月25日 14:00 v | 报告 | 美国                          | 15–13                   | 日本       | 東京辰巳國際游泳場 裁判： Sébastien Dervieux（FRA）、Arkadiy Voevodin（RUS） |
| 2021年7月25日 14:00 v | 报告 | 每節比分： 3–3, 4–5, 4–2, 4–3 |                         |            | 東京辰巳國際游泳場 裁判： Sébastien Dervieux（FRA）、Arkadiy Voevodin（RUS） |
| 2021年7月25日 14:00 v | 报告 | 鲍恩 5                        | 進球最多球員 （進球數） | 三名队员 3 | 東京辰巳國際游泳場 裁判： Sébastien Dervieux（FRA）、Arkadiy Voevodin（RUS） |

| 2021年7月27日 10:00 v | 报告 | 南非                          | 3–20                    | 美国     | 東京辰巳國際游泳場 裁判： 张亮（CHN）、Vojin Putniković（SRB） |
| 2021年7月27日 10:00 v | 报告 | 每節比分： 0–3, 1–9, 1–3, 1–5 |                         |          | 東京辰巳國際游泳場 裁判： 张亮（CHN）、Vojin Putniković（SRB） |
| 2021年7月27日 10:00 v | 报告 | 三名队员 1                    | 進球最多球員 （進球數） | 哈洛克 4 | 東京辰巳國際游泳場 裁判： 张亮（CHN）、Vojin Putniković（SRB） |

| 2021年7月27日 15:30 v | 报告 | 義大利                        | 6–6                     | 希腊       | 東京辰巳國際游泳場 裁判： Xevi Buch（ESP）、Stanko Ivanovski（MNE） |
| 2021年7月27日 15:30 v | 报告 | 每節比分： 1–1, 1–1, 0–4, 4–0 |                         |            | 東京辰巳國際游泳場 裁判： Xevi Buch（ESP）、Stanko Ivanovski（MNE） |
| 2021年7月27日 15:30 v | 报告 | 艾卡尔迪、菲廖利 2            | 進球最多球員 （進球數） | 六名队员 1 | 東京辰巳國際游泳場 裁判： Xevi Buch（ESP）、Stanko Ivanovski（MNE） |

| 2021年7月27日 18:20 v | 报告 | 日本                          | 11–16                   | 匈牙利   | 東京辰巳國際游泳場 裁判： Michiel Zwart（NED）、Nenad Periš（CRO） |
| 2021年7月27日 18:20 v | 报告 | 每節比分： 3–4, 5–4, 2–5, 1–3 |                         |          | 東京辰巳國際游泳場 裁判： Michiel Zwart（NED）、Nenad Periš（CRO） |
| 2021年7月27日 18:20 v | 报告 | 稻场悠介、大川庆悟 3          | 進球最多球員 （進球數） | 佐兰基 4 | 東京辰巳國際游泳場 裁判： Michiel Zwart（NED）、Nenad Periš（CRO） |

| 2021年7月29日 10:00 v | 报告 | 匈牙利                        | 23–1                    | 南非    | 東京辰巳國際游泳場 裁判： Daniel Daners（URU）、Germán Moller（ARG） |
| 2021年7月29日 10:00 v | 报告 | 每節比分： 4–0, 5–0, 8–0, 6–1 |                         |         | 東京辰巳國際游泳場 裁判： Daniel Daners（URU）、Germán Moller（ARG） |
| 2021年7月29日 10:00 v | 报告 | 曼赫茨 5                      | 進球最多球員 （進球數） | Rodda 1 | 東京辰巳國際游泳場 裁判： Daniel Daners（URU）、Germán Moller（ARG） |

| 2021年7月29日 14:00 v | 报告 | 美国                          | 11–12                   | 義大利       | 東京辰巳國際游泳場 裁判： Sébastien Dervieux（FRA）、Nenad Periš（CRO） |
| 2021年7月29日 14:00 v | 报告 | 每節比分： 4–2, 3–3, 2–3, 2–4 |                         |              | 東京辰巳國際游泳場 裁判： Sébastien Dervieux（FRA）、Nenad Periš（CRO） |
| 2021年7月29日 14:00 v | 报告 | 四名队员 2                    | 進球最多球員 （進球數） | 迪富尔维奥 5 | 東京辰巳國際游泳場 裁判： Sébastien Dervieux（FRA）、Nenad Periš（CRO） |

| 2021年7月29日 18:20 v | 报告 | 希腊                          | 10–9                    | 日本       | 東京辰巳國際游泳場 裁判： Adrian Alexandrescu（ROU）、Vojin Putniković（SRB） |
| 2021年7月29日 18:20 v | 报告 | 每節比分： 1–1, 4–4, 2–1, 3–3 |                         |            | 東京辰巳國際游泳場 裁判： Adrian Alexandrescu（ROU）、Vojin Putniković（SRB） |
| 2021年7月29日 18:20 v | 报告 | Kapotsis、Genidounias 3       | 進球最多球員 （進球數） | 足立圣弥 3 | 東京辰巳國際游泳場 裁判： Adrian Alexandrescu（ROU）、Vojin Putniković（SRB） |

| 2021年7月31日 14:00 v | 报告 | 美国                          | 8–11                    | 匈牙利   | 東京辰巳國際游泳場 裁判： Xevi Buch（ESP）、Arkadiy Voevodin（RUS） |
| 2021年7月31日 14:00 v | 报告 | 每節比分： 1–2, 3–3, 0–3, 4–3 |                         |          | 東京辰巳國際游泳場 裁判： Xevi Buch（ESP）、Arkadiy Voevodin（RUS） |
| 2021年7月31日 14:00 v | 报告 | 鲍恩、哈洛克 2                | 進球最多球員 （進球數） | 曼赫茨 3 | 東京辰巳國際游泳場 裁判： Xevi Buch（ESP）、Arkadiy Voevodin（RUS） |

| 2021年7月31日 18:20 v | 报告 | 義大利                        | 16–8                    | 日本       | 東京辰巳國際游泳場 裁判： Stanko Ivanovski（MNE）、Nenad Periš（CRO） |
| 2021年7月31日 18:20 v | 报告 | 每節比分： 5–0, 3–3, 3–1, 5–4 |                         |            | 東京辰巳國際游泳場 裁判： Stanko Ivanovski（MNE）、Nenad Periš（CRO） |
| 2021年7月31日 18:20 v | 报告 | 博德加斯、菲廖利 3            | 進球最多球員 （進球數） | 稻场悠介 3 | 東京辰巳國際游泳場 裁判： Stanko Ivanovski（MNE）、Nenad Periš（CRO） |

| 2021年7月31日 19:50 v | 报告 | 南非                          | 5–28                    | 希腊         | 東京辰巳國際游泳場 裁判： John Waldow（NZL）、张亮（CHN） |
| 2021年7月31日 19:50 v | 报告 | 每節比分： 1–7, 2–5, 1–7, 1–9 |                         |              | 東京辰巳國際游泳場 裁判： John Waldow（NZL）、张亮（CHN） |
| 2021年7月31日 19:50 v | 报告 | Stone 2                       | 進球最多球員 （進球數） | Fountoulis 5 | 東京辰巳國際游泳場 裁判： John Waldow（NZL）、张亮（CHN） |

| 2021年8月2日 10:00 v | 报告 | 匈牙利                        | 5–5                     | 義大利   | 東京辰巳國際游泳場 裁判： Xevi Buch（ESP）、Arkadiy Voevodin（RUS） |
| 2021年8月2日 10:00 v | 报告 | 每節比分： 2–1, 2–1, 1–1, 0–2 |                         |          | 東京辰巳國際游泳場 裁判： Xevi Buch（ESP）、Arkadiy Voevodin（RUS） |
| 2021年8月2日 10:00 v | 报告 | 沃尔高 3                      | 進球最多球員 （進球數） | 菲廖利 2 | 東京辰巳國際游泳場 裁判： Xevi Buch（ESP）、Arkadiy Voevodin（RUS） |

| 2021年8月2日 11:30 v | 报告 | 希腊                          | 14–5                    | 美国     | 東京辰巳國際游泳場 裁判： Adrian Alexandrescu（ROU）、Michiel Zwart（NED） |
| 2021年8月2日 11:30 v | 报告 | 每節比分： 4–1, 2–2, 5–2, 3–0 |                         |          | 東京辰巳國際游泳場 裁判： Adrian Alexandrescu（ROU）、Michiel Zwart（NED） |
| 2021年8月2日 11:30 v | 报告 | Genidounias 5                 | 進球最多球員 （進球數） | 奥伯特 2 | 東京辰巳國際游泳場 裁判： Adrian Alexandrescu（ROU）、Michiel Zwart（NED） |

| 2021年8月2日 18:20 v | 报告 | 日本                          | 24–9                    | 南非    | 東京辰巳國際游泳場 裁判： John Waldow（NZL）、Vojin Putniković（SRB） |
| 2021年8月2日 18:20 v | 报告 | 每節比分： 5–4, 7–4, 6–1, 6–0 |                         |         | 東京辰巳國際游泳場 裁判： John Waldow（NZL）、Vojin Putniković（SRB） |
| 2021年8月2日 18:20 v | 报告 | 足立圣弥、荒井陆 4            | 進球最多球員 （進球數） | Neill 4 | 東京辰巳國際游泳場 裁判： John Waldow（NZL）、Vojin Putniković（SRB） |

### B组
| 排名 | 隊伍       | 賽 | 勝 | 和 | 負 | 得 | 失 | 差  | 分 | 獲得資格     |
| ---- | ---------- | -- | -- | -- | -- | -- | -- | --- | -- | ------------ |
| 1    | 西班牙     | 5  | 5  | 0  | 0  | 61 | 31 | +30 | 10 | 四分之一决赛 |
| 2    |            | 5  | 3  | 0  | 2  | 62 | 46 | +16 | 6  | 四分之一决赛 |
| 3    | 塞爾維亞   | 5  | 3  | 0  | 2  | 70 | 46 | +24 | 6  | 四分之一决赛 |
| 4    | 蒙特內哥羅 | 5  | 2  | 0  | 3  | 54 | 56 | −2  | 4  | 四分之一决赛 |
| 5    |            | 5  | 2  | 0  | 3  | 49 | 60 | −11 | 4  |              |
| 6    |            | 5  | 0  | 0  | 5  | 35 | 92 | −57 | 0  |              |

1. 1 2  克罗地亚 14–12 塞尔维亚
2. 1 2  澳大利亚 10–15 黑山

| 2021年7月25日 15:30 v | 报告 |                               | 10–15                   | 蒙特內哥羅   | 東京辰巳國際游泳場 裁判： Adrian Alexandrescu（ROU）、Alessandro Severo（ITA） |
| 2021年7月25日 15:30 v | 报告 | 每節比分： 5–4, 2–2, 1–4, 2–5 |                         |              | 東京辰巳國際游泳場 裁判： Adrian Alexandrescu（ROU）、Alessandro Severo（ITA） |
| 2021年7月25日 15:30 v | 报告 | Campbell 3                    | 進球最多球員 （進球數） | 乌克罗皮纳 4 | 東京辰巳國際游泳場 裁判： Adrian Alexandrescu（ROU）、Alessandro Severo（ITA） |

| 2021年7月25日 18:20 v | 报告 | 塞爾維亞                      | 12–13                   | 西班牙     | 東京辰巳國際游泳場 裁判： Michael Goldenberg（USA）、Georgios Stavridis（GRE） |
| 2021年7月25日 18:20 v | 报告 | 每節比分： 3–3, 3–5, 3–2, 3–3 |                         |            | 東京辰巳國際游泳場 裁判： Michael Goldenberg（USA）、Georgios Stavridis（GRE） |
| 2021年7月25日 18:20 v | 报告 | 四名队员 2                    | 進球最多球員 （進球數） | Munarriz 4 | 東京辰巳國際游泳場 裁判： Michael Goldenberg（USA）、Georgios Stavridis（GRE） |

| 2021年7月25日 19:50 v | 报告 |                               | 23–7                    |              | 東京辰巳國際游泳場 裁判： Dion Willis（RSA）、Frank Ohme（GER） |
| 2021年7月25日 19:50 v | 报告 | 每節比分： 4–1, 6–3, 8–1, 5–2 |                         |              | 東京辰巳國際游泳場 裁判： Dion Willis（RSA）、Frank Ohme（GER） |
| 2021年7月25日 19:50 v | 报告 | 约科维奇 5                    | 進球最多球員 （進球數） | Vuksanović 3 | 東京辰巳國際游泳場 裁判： Dion Willis（RSA）、Frank Ohme（GER） |

| 2021年7月27日 11:30 v | 报告 | 蒙特內哥羅                    | 6–8                     | 西班牙     | 東京辰巳國際游泳場 裁判： Sébastien Dervieux（FRA）、Georgios Stavridis（GRE） |
| 2021年7月27日 11:30 v | 报告 | 每節比分： 2–3, 1–2, 2–2, 1–1 |                         |            | 東京辰巳國際游泳場 裁判： Sébastien Dervieux（FRA）、Georgios Stavridis（GRE） |
| 2021年7月27日 11:30 v | 报告 | 马特科维奇 3                  | 進球最多球員 （進球數） | 三名队员 2 | 東京辰巳國際游泳場 裁判： Sébastien Dervieux（FRA）、Georgios Stavridis（GRE） |

| 2021年7月27日 14:00 v | 报告 |                               | 5–19                    | 塞爾維亞       | 東京辰巳國際游泳場 裁判： Adrian Alexandrescu（ROU）、György Kun（HUN） |
| 2021年7月27日 14:00 v | 报告 | 每節比分： 2–4, 1–3, 2–6, 0–6 |                         |                | 東京辰巳國際游泳場 裁判： Adrian Alexandrescu（ROU）、György Kun（HUN） |
| 2021年7月27日 14:00 v | 报告 | Medvedev、Vuksanović 2        | 進球最多球員 （進球數） | 皮耶特洛维奇 4 | 東京辰巳國際游泳場 裁判： Adrian Alexandrescu（ROU）、György Kun（HUN） |

| 2021年7月27日 19:50 v | 报告 |                               | 11–8                    |            | 東京辰巳國際游泳場 裁判： Frank Ohme（GER）、Michael Goldenberg（USA） |
| 2021年7月27日 19:50 v | 报告 | 每節比分： 3–3, 2–0, 2–3, 4–2 |                         |            | 東京辰巳國際游泳場 裁判： Frank Ohme（GER）、Michael Goldenberg（USA） |
| 2021年7月27日 19:50 v | 报告 | Campbell 3                    | 進球最多球員 （進球數） | 约科维奇 3 | 東京辰巳國際游泳場 裁判： Frank Ohme（GER）、Michael Goldenberg（USA） |

| 2021年7月29日 11:30 v | 报告 | 西班牙                        | 16–4                    |              | 東京辰巳國際游泳場 裁判： Michael Goldenberg（USA）、Dion Willis（RSA） |
| 2021年7月29日 11:30 v | 报告 | 每節比分： 3–0, 3–0, 5–2, 5–2 |                         |              | 東京辰巳國際游泳場 裁判： Michael Goldenberg（USA）、Dion Willis（RSA） |
| 2021年7月29日 11:30 v | 报告 | Granados 5                    | 進球最多球員 （進球數） | Vuksanović 2 | 東京辰巳國際游泳場 裁判： Michael Goldenberg（USA）、Dion Willis（RSA） |

| 2021年7月29日 15:30 v | 报告 |                               | 13–8                    | 蒙特內哥羅 | 東京辰巳國際游泳場 裁判： Arkadiy Voevodin（RUS）、György Kun（HUN） |
| 2021年7月29日 15:30 v | 报告 | 每節比分： 1–1, 6–4, 4–3, 2–0 |                         |            | 東京辰巳國際游泳場 裁判： Arkadiy Voevodin（RUS）、György Kun（HUN） |
| 2021年7月29日 15:30 v | 报告 | 法托维奇 3                    | 進球最多球員 （進球數） | 三名队员 2 | 東京辰巳國際游泳場 裁判： Arkadiy Voevodin（RUS）、György Kun（HUN） |

| 2021年7月29日 19:50 v | 报告 | 塞爾維亞                      | 14–8                    |              | 東京辰巳國際游泳場 裁判： Frank Ohme（GER）、Georgios Stavridis（GRE） |
| 2021年7月29日 19:50 v | 报告 | 每節比分： 6–0, 4–1, 1–2, 3–5 |                         |              | 東京辰巳國際游泳場 裁判： Frank Ohme（GER）、Georgios Stavridis（GRE） |
| 2021年7月29日 19:50 v | 报告 | 曼迪奇 4                      | 進球最多球員 （進球數） | B. Edwards 2 | 東京辰巳國際游泳場 裁判： Frank Ohme（GER）、Georgios Stavridis（GRE） |

| 2021年7月31日 10:00 v | 报告 | 蒙特內哥羅                    | 19–12                   |         | 東京辰巳國際游泳場 裁判： Frank Ohme（GER）、Georgios Stavridis（GRE） |
| 2021年7月31日 10:00 v | 报告 | 每節比分： 5–3, 6–3, 3–3, 5–3 |                         |         | 東京辰巳國際游泳場 裁判： Frank Ohme（GER）、Georgios Stavridis（GRE） |
| 2021年7月31日 10:00 v | 报告 | 三名队员 4                    | 進球最多球員 （進球數） | Ruday 3 | 東京辰巳國際游泳場 裁判： Frank Ohme（GER）、Georgios Stavridis（GRE） |

| 2021年7月31日 11:30 v | 报告 |                               | 5–16                    | 西班牙     | 東京辰巳國際游泳場 裁判： Adrian Alexandrescu（ROU）、Sébastien Dervieux（FRA） |
| 2021年7月31日 11:30 v | 报告 | 每節比分： 2–4, 1–4, 2–5, 0–3 |                         |            | 東京辰巳國際游泳場 裁判： Adrian Alexandrescu（ROU）、Sébastien Dervieux（FRA） |
| 2021年7月31日 11:30 v | 报告 | Edwards、Younger 2            | 進球最多球員 （進球數） | Granados 4 | 東京辰巳國際游泳場 裁判： Adrian Alexandrescu（ROU）、Sébastien Dervieux（FRA） |

| 2021年7月31日 15:30 v | 报告 |                               | 14–12                   | 塞爾維亞   | 東京辰巳國際游泳場 裁判： Michael Goldenberg（USA）、Michiel Zwart（NED） |
| 2021年7月31日 15:30 v | 报告 | 每節比分： 5–3, 1–1, 4–4, 4–4 |                         |            | 東京辰巳國際游泳場 裁判： Michael Goldenberg（USA）、Michiel Zwart（NED） |
| 2021年7月31日 15:30 v | 报告 | 约科维奇、奥布拉多维奇 4      | 進球最多球員 （進球數） | 亚克希奇 3 | 東京辰巳國際游泳場 裁判： Michael Goldenberg（USA）、Michiel Zwart（NED） |

| 2021年8月2日 14:00 v | 报告 | 塞爾維亞                      | 13–6                    | 蒙特內哥羅 | 東京辰巳國際游泳場 裁判： Alessandro Severo（ITA）、Frank Ohme（GER） |
| 2021年8月2日 14:00 v | 报告 | 每節比分： 6–1, 2–1, 3–2, 2–2 |                         |            | 東京辰巳國際游泳場 裁判： Alessandro Severo（ITA）、Frank Ohme（GER） |
| 2021年8月2日 14:00 v | 报告 | 菲利波维奇 3                  | 進球最多球員 （進球數） | 伊沃维奇 3 | 東京辰巳國際游泳場 裁判： Alessandro Severo（ITA）、Frank Ohme（GER） |

| 2021年8月2日 15:30 v | 报告 | 西班牙                        | 8–4                     |          | 東京辰巳國際游泳場 裁判： Georgios Stavridis（GRE）、György Kun（HUN） |
| 2021年8月2日 15:30 v | 报告 | 每節比分： 2–1, 1–0, 4–2, 1–1 |                         |          | 東京辰巳國際游泳場 裁判： Georgios Stavridis（GRE）、György Kun（HUN） |
| 2021年8月2日 15:30 v | 报告 | Granados 2                    | 進球最多球員 （進球數） | 布基奇 2 | 東京辰巳國際游泳場 裁判： Georgios Stavridis（GRE）、György Kun（HUN） |

| 2021年8月2日 19:50 v | 报告 |                               | 15–7                    |                      | 東京辰巳國際游泳場 裁判： Germán Moller（ARG）、Michael Goldenberg（USA） |
| 2021年8月2日 19:50 v | 报告 | 每節比分： 4–1, 3–0, 5–2, 3–4 |                         |                      | 東京辰巳國際游泳場 裁判： Germán Moller（ARG）、Michael Goldenberg（USA） |
| 2021年8月2日 19:50 v | 报告 | Howden 5                      | 進球最多球員 （進球數） | Shakenov、Ukumanov 2 | 東京辰巳國際游泳場 裁判： Germán Moller（ARG）、Michael Goldenberg（USA） |

## 淘汰赛

### 对阵表
|  |            |          |          |    |        |        |  |  | 金牌赛 |  |
|  |            |          |          |    |        |        |  |  |        |  |
|  | 8月4日     |          |          |    |        |        |  |  |        |  |
|  |            |          |          |    |        |        |  |  |        |  |
|  | 希腊       | 10       |          |    |        |        |  |  |        |  |
|  | 希腊       | 10       | 8月6日   |    |        |        |  |  |        |  |
|  | 蒙特內哥羅 | 4        |          |    |        |        |  |  |        |  |
|  | 蒙特內哥羅 | 4        | 希腊     | 9  |        |        |  |  |        |  |
|  | 8月4日     |          | 希腊     | 9  |        |        |  |  |        |  |
|  |            | 匈牙利   | 6        |    |        |        |  |  |        |  |
|  |            | 匈牙利   | 6        | 11 |        |        |  |  |        |  |
|  |            |          | 8月8日   |    |        |        |  |  |        |  |
|  | 匈牙利     | 15       |          |    |        |        |  |  |        |  |
|  | 匈牙利     | 15       | 希腊     | 10 |        |        |  |  |        |  |
|  | 8月4日     |          | 希腊     | 10 |        |        |  |  |        |  |
|  |            | 塞爾維亞 | 13       |    |        |        |  |  |        |  |
|  | 義大利     | 塞爾維亞 | 13       | 6  |        |        |  |  |        |  |
|  | 義大利     | 8月6日   |          | 6  |        |        |  |  |        |  |
|  | 塞爾維亞   | 10       |          |    |        |        |  |  |        |  |
|  | 塞爾維亞   | 10       | 塞爾維亞 | 10 |        |        |  |  |        |  |
|  | 8月4日     |          | 塞爾維亞 | 10 |        |        |  |  |        |  |
|  |            | 西班牙   | 9        |    | 铜牌赛 | 铜牌赛 |  |  |        |  |
|  | 西班牙     | 西班牙   | 9        | 12 | 铜牌赛 | 铜牌赛 |  |  |        |  |
|  | 西班牙     |          | 8月8日   | 12 |        |        |  |  |        |  |
|  | 美国       | 8        |          |    |        |        |  |  |        |  |
|  | 美国       | 8        | 匈牙利   | 9  |        |        |  |  |        |  |
|  |            |          |          |    |        |        |  |  |        |  |
|  | 西班牙     | 5        |          |    |        |        |  |  |        |  |
|  | 西班牙     | 5        |          |    |        |        |  |  |        |  |

5至8名排位赛
|  | 5至8名半决赛  | 5至8名半决赛 |              |   | 5至6名排位赛 | 5至6名排位赛 |
|  |               |              |              |   |              |              |
|  | 8月6日        |              |              |   |              |              |
|  |               |              |              |   |              |              |
|  | 蒙特內哥羅    | 10           |              |   |              |              |
|  | 蒙特內哥羅    | 10           | 8月8日       |   |              |              |
|  |               | 12           |              |   |              |              |
|  |               | 14           |              |   |              |              |
|  | 8月6日        |              |              |   |              |              |
|  |               | 美国         | 11           |   |              |              |
|  | 義大利        | 美国         | 11           | 6 |              |              |
|  | 義大利        |              |              | 6 |              |              |
|  | 美国          | 7            |              |   |              |              |
|  | 美国          | 7            | 7至8名排位赛 |   |              |              |
|  |               |              |              |   |              |              |
|  | 8月8日        |              |              |   |              |              |
|  |               |              |              |   |              |              |
|  | 蒙特內哥羅    | 14 (3)       |              |   |              |              |
|  | 蒙特內哥羅    | 14 (3)       |              |   |              |              |
|  | 義大利（PSO） | 14 (4)       |              |   |              |              |

### 四分之一决赛
| 2021年8月4日 14:00 v | 报告 | 美国                          | 8–12                    | 西班牙     | 東京辰巳國際游泳場 裁判： Michiel Zwart（NED）、György Kun（HUN） |
| 2021年8月4日 14:00 v | 报告 | 每節比分： 3–3, 3–3, 0–1, 2–5 |                         |            | 東京辰巳國際游泳場 裁判： Michiel Zwart（NED）、György Kun（HUN） |
| 2021年8月4日 14:00 v | 报告 | 道比 3                        | 進球最多球員 （進球數） | 四名队员 2 | 東京辰巳國際游泳場 裁判： Michiel Zwart（NED）、György Kun（HUN） |

| 2021年8月4日 15:30 v | 报告 | 希腊                          | 10–4                    | 蒙特內哥羅 | 東京辰巳國際游泳場 裁判： Adrian Alexandrescu（ROU）、Alessandro Severo（ITA） |
| 2021年8月4日 15:30 v | 报告 | 每節比分： 1–0, 2–1, 3–1, 4–2 |                         |            | 東京辰巳國際游泳場 裁判： Adrian Alexandrescu（ROU）、Alessandro Severo（ITA） |
| 2021年8月4日 15:30 v | 报告 | Genidounias 5                 | 進球最多球員 （進球數） | 伊沃维奇 2 | 東京辰巳國際游泳場 裁判： Adrian Alexandrescu（ROU）、Alessandro Severo（ITA） |

| 2021年8月4日 18:20 v | 报告 | 義大利                        | 6–10                    | 塞爾維亞     | 東京辰巳國際游泳場 裁判： Arkadiy Voevodin（RUS）、Georgios Stavridis（GRE） |
| 2021年8月4日 18:20 v | 报告 | 每節比分： 2–5, 1–4, 1–0, 2–1 |                         |              | 東京辰巳國際游泳場 裁判： Arkadiy Voevodin（RUS）、Georgios Stavridis（GRE） |
| 2021年8月4日 18:20 v | 报告 | 普雷休蒂 2                    | 進球最多球員 （進球數） | 菲利波维奇 3 | 東京辰巳國際游泳場 裁判： Arkadiy Voevodin（RUS）、Georgios Stavridis（GRE） |

| 2021年8月4日 19:50 v | 报告 | 匈牙利                        | 15–11                   |          | 東京辰巳國際游泳場 裁判： Sébastien Dervieux（FRA）、Frank Ohme（GER） |
| 2021年8月4日 19:50 v | 报告 | 每節比分： 2–3, 5–2, 4–3, 4–3 |                         |          | 東京辰巳國際游泳場 裁判： Sébastien Dervieux（FRA）、Frank Ohme（GER） |
| 2021年8月4日 19:50 v | 报告 | 曼赫茨 7                      | 進球最多球員 （進球數） | 布基奇 4 | 東京辰巳國際游泳場 裁判： Sébastien Dervieux（FRA）、Frank Ohme（GER） |

### 5至8名半决赛
| 2021年8月6日 14:00 v | 报告 | 蒙特內哥羅                    | 10–12                   |              | 東京辰巳國際游泳場 裁判： Viktor Salnichenko（KAZ）、György Kun（HUN） |
| 2021年8月6日 14:00 v | 报告 | 每節比分： 0–1, 4–5, 3–3, 3–3 |                         |              | 東京辰巳國際游泳場 裁判： Viktor Salnichenko（KAZ）、György Kun（HUN） |
| 2021年8月6日 14:00 v | 报告 | 伊沃维奇 3                    | 進球最多球員 （進球數） | 武基切维奇 3 | 東京辰巳國際游泳場 裁判： Viktor Salnichenko（KAZ）、György Kun（HUN） |

| 2021年8月6日 18:20 v | 报告 | 義大利                        | 6–7                     | 美国   | 東京辰巳國際游泳場 裁判： Sébastien Dervieux（FRA）、Xevi Buch（ESP） |
| 2021年8月6日 18:20 v | 报告 | 每節比分： 2–2, 1–3, 2–0, 1–2 |                         |        | 東京辰巳國際游泳場 裁判： Sébastien Dervieux（FRA）、Xevi Buch（ESP） |
| 2021年8月6日 18:20 v | 报告 | 菲廖利、伦祖托 2              | 進球最多球員 （進球數） | 鲍恩 3 | 東京辰巳國際游泳場 裁判： Sébastien Dervieux（FRA）、Xevi Buch（ESP） |

### 半决赛
| 2021年8月6日 15:30 v | 报告 | 希腊                          | 9–6                     | 匈牙利   | 東京辰巳國際游泳場 裁判： Michael Goldenberg（USA）、Arkadiy Voevodin（RUS） |
| 2021年8月6日 15:30 v | 报告 | 每節比分： 2–1, 1–1, 2–2, 4–2 |                         |          | 東京辰巳國際游泳場 裁判： Michael Goldenberg（USA）、Arkadiy Voevodin（RUS） |
| 2021年8月6日 15:30 v | 报告 | Argyropoulos 4                | 進球最多球員 （進球數） | 曼赫茨 2 | 東京辰巳國際游泳場 裁判： Michael Goldenberg（USA）、Arkadiy Voevodin（RUS） |

| 2021年8月6日 19:50 v | 报告 | 塞爾維亞                      | 10–9                    | 西班牙     | 東京辰巳國際游泳場 裁判： Adrian Alexandrescu（ROU）、Michiel Zwart（NED） |
| 2021年8月6日 19:50 v | 报告 | 每節比分： 2–0, 2–5, 1–2, 5–2 |                         |            | 東京辰巳國際游泳場 裁判： Adrian Alexandrescu（ROU）、Michiel Zwart（NED） |
| 2021年8月6日 19:50 v | 报告 | 曼迪奇 3                      | 進球最多球員 （進球數） | 三名队员 2 | 東京辰巳國際游泳場 裁判： Adrian Alexandrescu（ROU）、Michiel Zwart（NED） |

### 7至8名排位赛
| 2021年8月8日 09:30 v | 报告 | 蒙特內哥羅                    | 14–14                   | 義大利   | 東京辰巳國際游泳場 裁判： Viktor Salnichenko（KAZ）、Sébastien Dervieux（FRA） |
| 2021年8月8日 09:30 v | 报告 | 每節比分： 2–3, 5–4, 4–5, 3–2 |                         |          | 東京辰巳國際游泳場 裁判： Viktor Salnichenko（KAZ）、Sébastien Dervieux（FRA） |
| 2021年8月8日 09:30 v | 报告 | 伊沃维奇 6                    | 進球最多球員 （進球數） | 韦洛托 5 | 東京辰巳國際游泳場 裁判： Viktor Salnichenko（KAZ）、Sébastien Dervieux（FRA） |

### 5至6名排位赛
| 2021年8月8日 11:00 v | 报告 |                               | 14–11                   | 美国       | 東京辰巳國際游泳場 裁判： Alessandro Severo（ITA）、György Kun（HUN） |
| 2021年8月8日 11:00 v | 报告 | 每節比分： 2–3, 4–2, 4–2, 4–4 |                         |            | 東京辰巳國際游泳場 裁判： Alessandro Severo（ITA）、György Kun（HUN） |
| 2021年8月8日 11:00 v | 报告 | 布基奇 3                      | 進球最多球員 （進球數） | 五名队员 2 | 東京辰巳國際游泳場 裁判： Alessandro Severo（ITA）、György Kun（HUN） |

### 铜牌赛
| 2021年8月8日 13:40 v | 报告 | 匈牙利                        | 9–5                     | 西班牙     | 東京辰巳國際游泳場 裁判： Arkadiy Voevodin（RUS）、Georgios Stavridis（GRE） |
| 2021年8月8日 13:40 v | 报告 | 每節比分： 3–3, 2–2, 1–0, 3–0 |                         |            | 東京辰巳國際游泳場 裁判： Arkadiy Voevodin（RUS）、Georgios Stavridis（GRE） |
| 2021年8月8日 13:40 v | 报告 | 瓦莫什 2                      | 進球最多球員 （進球數） | Munárriz 2 | 東京辰巳國際游泳場 裁判： Arkadiy Voevodin（RUS）、Georgios Stavridis（GRE） |

### 金牌赛
| 2021年8月8日 16:30 v | 报告 | 希腊                          | 10–13                   | 塞爾維亞   | 東京辰巳國際游泳場 裁判： Michael Goldenberg（USA）、Xevi Buch（ESP） |
| 2021年8月8日 16:30 v | 报告 | 每節比分： 3–6, 4–2, 2–2, 1–3 |                         |            | 東京辰巳國際游泳場 裁判： Michael Goldenberg（USA）、Xevi Buch（ESP） |
| 2021年8月8日 16:30 v | 报告 | 三名队员 2                    | 進球最多球員 （進球數） | 三名队员 3 | 東京辰巳國際游泳場 裁判： Michael Goldenberg（USA）、Xevi Buch（ESP） |

## 最终排名
| 排名 | 队伍       |
| ---- | ---------- |
|      | 塞爾維亞   |
|      | 希腊       |
|      | 匈牙利     |
| 4    | 西班牙     |
| 5    |            |
| 6    | 美国       |
| 7    | 義大利     |
| 8    | 蒙特內哥羅 |
| 9    |            |
| 10   | 日本       |
| 11   |            |
| 12   | 南非       |

| 2020年夏季奥林匹克运动会男子水球冠军 |
| ------------------------------------ |
| · 塞爾維亞                           |
| 第 二 次奪冠                         |

## 奖牌得主
| 金牌 | 银牌 | 铜牌 |
| 塞尔维亚（SRB） 戈伊科·皮耶特洛维奇 · 杜尚·曼迪奇 · 尼古拉·戴多維奇 · 萨瓦·兰杰洛维奇 · 斯特拉希尼亚·拉绍维奇 · 杜什科·皮耶特洛维奇 · 乔尔杰·拉齐奇 · 米兰·阿列克西奇 · 尼古拉·亚克希奇 · 菲利普·菲利波维奇 · 安德里亚·普尔拉伊诺维奇 · 斯特凡·米特罗维奇 · 布拉尼斯拉夫·米特罗维奇 · 主教练：德扬·萨维奇 | 希腊（GRE） Emmanouil Zerdevas · Konstantinos Genidounias · Dimitrios Skoumpakis · Marios Kapotsis · Ioannis Fountoulis · Alexandros Papanastasiou · Georgios Dervisis · Stylianos Argyropoulos · Konstantinos Mourikis · Christodoulos Kolomvos · 康斯坦丁諾斯·哥維齊斯 · Angelos Vlachopoulos · Konstantinos Galanidis · 主教练：Thodoris Vlachos | 匈牙利（HUN） 纳吉·维克托 · 翁焦尔·达尼埃尔 · 曼赫茨·克里斯蒂安 · 佐兰基·盖尔格 · 瓦莫什·马顿 · 霍什年斯基·诺贝特 · 帕斯托尔·马加什 · 扬希克·西拉德 · 埃尔代伊·鲍拉日 · 沃尔高·德奈什 · 迈泽伊·陶马什 · 哈劳伊·鲍拉日 · 沃格尔·索玛 · 主教练：梅尔奇·陶马什 |

## 全明星阵容
全明星阵容在金牌赛后公布。
| 位置     | 运动员                  |
| -------- | ----------------------- |
| 守门员   | 布拉尼斯拉夫·米特罗维奇 |
| 其他位置 | Roger Tahull            |
| 其他位置 | Stylianos Argyropoulos  |
| 其他位置 | 菲利普·菲利波维奇       |
| 其他位置 | 稻场悠介                |
| 其他位置 | 亚历山大·伊沃维奇       |
| 其他位置 | 曼赫茨·克里斯蒂安       |
| MVP      | 菲利普·菲利波维奇       |